# ريتشموند (أستراليا)
ريتشموند هي بلدة، في أستراليا، تقع في كوينزلاند، هي عاصمة Shire of Richmond ‏، بلغ عدد سكانها 648  نسمة وذلك حسب إحصائيات سنة 2016، تبلغ مساحتها 26,602 كيلومتر مربع، رمزها البريدي هو 4822.

## المناخ
يظهر الجدول التالي التغييرات المناخية على مدار السنة لريتشموند:
| البيانات المناخية لـريتشموند      | البيانات المناخية لـريتشموند | البيانات المناخية لـريتشموند | البيانات المناخية لـريتشموند | البيانات المناخية لـريتشموند | البيانات المناخية لـريتشموند | البيانات المناخية لـريتشموند | البيانات المناخية لـريتشموند | البيانات المناخية لـريتشموند | البيانات المناخية لـريتشموند | البيانات المناخية لـريتشموند | البيانات المناخية لـريتشموند | البيانات المناخية لـريتشموند | البيانات المناخية لـريتشموند |
| الشهر                             | يناير                        | فبراير                       | مارس                         | أبريل                        | مايو                         | يونيو                        | يوليو                        | أغسطس                        | سبتمبر                       | أكتوبر                       | نوفمبر                       | ديسمبر                       | المعدل السنوي                |
| --------------------------------- | ---------------------------- | ---------------------------- | ---------------------------- | ---------------------------- | ---------------------------- | ---------------------------- | ---------------------------- | ---------------------------- | ---------------------------- | ---------------------------- | ---------------------------- | ---------------------------- | ---------------------------- |
| الدرجة القصوى °م (°ف)             | 46.0 (114.8)                 | 44.0 (111.2)                 | 42.4 (108.3)                 | 40.6 (105.1)                 | 37.8 (100.0)                 | 34.5 (94.1)                  | 36.1 (97.0)                  | 37.3 (99.1)                  | 40.3 (104.5)                 | 43.3 (109.9)                 | 45.5 (113.9)                 | 46.0 (114.8)                 | 46.0 (114.8)                 |
| متوسط درجة الحرارة الكبرى °م (°ف) | 36.8 (98.2)                  | 36.0 (96.8)                  | 35.4 (95.7)                  | 33.1 (91.6)                  | 29.6 (85.3)                  | 26.4 (79.5)                  | 26.3 (79.3)                  | 28.7 (83.7)                  | 32.7 (90.9)                  | 36.0 (96.8)                  | 37.3 (99.1)                  | 38.1 (100.6)                 | 33.0 (91.4)                  |
| متوسط درجة الحرارة الصغرى °م (°ف) | 23.6 (74.5)                  | 23.3 (73.9)                  | 21.2 (70.2)                  | 18.1 (64.6)                  | 14.2 (57.6)                  | 10.6 (51.1)                  | 9.5 (49.1)                   | 11.0 (51.8)                  | 15.0 (59.0)                  | 18.9 (66.0)                  | 21.6 (70.9)                  | 23.3 (73.9)                  | 17.5 (63.5)                  |
| أدنى درجة حرارة °م (°ف)           | 13.3 (55.9)                  | 12.5 (54.5)                  | 10.6 (51.1)                  | 3.6 (38.5)                   | 1.1 (34.0)                   | −2.4 (27.7)                  | −2.2 (28.0)                  | −1.1 (30.0)                  | 2.2 (36.0)                   | 4.4 (39.9)                   | 7.3 (45.1)                   | 10.2 (50.4)                  | −2.4 (27.7)                  |
| الهطول مم (إنش)                   | 139.1 (5.48)                 | 99.2 (3.91)                  | 46.3 (1.82)                  | 30.3 (1.19)                  | 14.6 (0.57)                  | 17.8 (0.70)                  | 11.0 (0.43)                  | 8.5 (0.33)                   | 4.6 (0.18)                   | 16.8 (0.66)                  | 36.8 (1.45)                  | 69.4 (2.73)                  | 492.1 (19.37)                |
| متوسط أيام هطول الأمطار           | 9.7                          | 8.4                          | 4.3                          | 2.5                          | 1.7                          | 1.4                          | 1.3                          | 1.4                          | 0.9                          | 2.8                          | 5.4                          | 6.9                          | 46.7                         |
| Average afternoon رطوبة نسبية (%) | 38                           | 41                           | 33                           | 30                           | 31                           | 31                           | 28                           | 23                           | 20                           | 21                           | 25                           | 29                           | 29                           |
| المصدر: Bureau of Meteorology     |                              |                              |                              |                              |                              |                              |                              |                              |                              |                              |                              |                              |                              |